# Szófia villamosvonal-hálózata
Szófia villamosvonal-hálózata (bolgár nyelven: Трамваи в София) Bulgária Szófia városában található. Összesen 14 vonalból áll, a hálózat teljes hossza 154 km. Jelenlegi üzemeltetője a 	Sofia Public Electrical Transport Company JSC.
A vágányok 1009 és 1435 mm-es nyomtávolságúak, az áramellátás felsővezetékről történik, a feszültség 600 V egyenáram. 
A forgalom 1901. január 14.-én indult el.

## Útvonalak
| 1                                                              | Ivan Vazov quarter - National Palace of Culture- The Five corners (Pette kyosheta) - Central Railway Station - Nadlez Nadejda      |
| 3                                                              | Zaharna Fabrika - Sofia Central Railway Station - Orlandovci quarter                                                               |
| 4                                                              | Nikola Petkov boulevard - Buckstone blvd. - Macedonia sq. - Orlandovci quarter                                                     |
| 5                                                              | Courthouse - Krasno selo market - Kniajevo quarter                                                                                 |
| 6                                                              | 'Ivan Vazov quarter' - The Five corners (Pette kyosheta) - Obelya 2 quarter                                                        |
| 7                                                              | Borovo quarter - National Palace of Culture- The Five corners (Pette kyosheta)- Central railway station - Han Kubrat Metro Station |
| 8                                                              | Lyulin-5 complex - Vardar boulevard - Courthouse                                                                                   |
| 10                                                             | Zapaden Park - Mall of Sofia - Vitosha Metro station                                                                               |
| 11                                                             | 'Kniajevo quarter' - Todor Alexandrov boulevard - Ilianci quarter                                                                  |
| 12                                                             | Journalist square - Hristo Botev boulevard - Ilianci quarter                                                                       |
| 18                                                             | Russian Embassy - Slaveikov square - Orlandovci quarter                                                                            |
|                                                                | |
| 20                                                             | Iskar Depot - Knyaz Aleksandar Dondukov Boulevard - Central Sofia Market Hall - Opalchenska Metro Station                          |
| 22                                                             | Autostation East - Knyaz Aleksandar Dondukov Boulevard - Central Sofia Market Hall - Krasna Polyana Depot                          |
| 23                                                             | Mladezhki theater - Iskarsko Shose Street -Kopenhagen Boulevard - Obikolna Street                                                  |
| Jelmagyarázat: 1009 mm-es nyomtávolság 1435 mm-es nyomtávolság | |